# Kampfgeschwader z.b.V. della Luftwaffe (Wehrmacht)
I Kampfgeschwader z.b.V. (abbreviazione di Kampfgeschwader zur besonderen Verwendung, stormi da battaglia per compiti speciali) della Luftwaffe, l'aeronautica militare della Germania nazista, erano quattro unità dedite al trasporto aereo attive durante la seconda guerra mondiale, tutte, eccetto una, rinominate Transportgeschwader (stormi da trasporto) nell'aprile 1943.

## Storia

### Kampfgeschwader z.b.V. 1
Rinominato Transportgeschwader 1 nell'aprile 1943.
Comandanti
- Oberst (colonnello) Friedrich-Wilhelm Morzik (1º settembre 1939 - 1º agosto 1941)
- Oberst Rudolf Trautvetter (1º agosto - 8 dicembre 1941)
- Oberst Otto-Lutz Förster (dicembre 1941 - 23 marzo 1943)
- Oberst Adolf Jäckel (7 aprile - ? 1943)
- Oberst Karl Drewes (? - ? 1943)

### Kampfgeschwader z.b.V. 2
Rinominato Transportgeschwader 2 nell'aprile 1943.
Comandanti
- Oberst Gerhard Conrad (1º settembre 1939 - 26 luglio 1940)
- Oberst Rüdiger von Heyking (26 luglio 1940 - ? dicembre 1941)
- Oberst Rudolf Trautvetter (9 dicembre 1941 - 8 aprile 1942)
- Oberst Arno de Salengre-Drabbe (? - 25 dicembre 1942)
- Oberst Walter Erdmann (? gennaio - ? aprile 1943)

### Kampfgeschwader z.b.V. 3
Rinominato Transportgeschwader 3 nell'aprile 1943.
Comandanti
- Generalmajor (generale di brigata aerea) Ulrich Buchholz (? marzo - 18 settembre 1940)
- Oberst Hans Poetsch (18 settembre 1940 - 1º febbraio 1941)
- Generalmajor Ulrich Buchholz (1º febbraio 1941 - 15 gennaio 1943)
- Oberst Theodor Beckmann (1º febbraio - ? aprile 1943)

### Kampfgeschwader z.b.V. 172
Venne sciolto nel novembre 1939. Unico comandante fu l'Oberstleutnant (tenente colonnello) Carl-August Gablenz, dal 1º settembre al 10 novembre 1939.